# Callosobruchus
Callosobruchus ist eine Gattung in der Unterfamilie der Samenkäfer (Bruchinae). Das Taxon wurde 1902 von dem französischen Entomologen Maurice Pic als Untergattung der Gattung Bruchus eingeführt. Typusart ist Curculio chinensis Linnaeus, 1758. Die Gattung wird der Tribus Bruchini zugeordnet.

## Merkmale
Die Käfer haben eine ovalförmige Gestalt. Die Weibchen sind in der Regel größer als die Männchen. Die Pygidiumbasis ist von den Elytren bedeckt. Die zehnte Flügeldeckenleiste reicht fast bis zur Flügeldeckenspitze. Die hinteren Femora weisen zwei Kämme auf (bicarinate) mit Dornen an den inneren und äußeren ventralen Rändern. Die Fühler der Männchen sind stark gesägt (serrate) oder kammförmig (pectinate), während die der Weibchen annähernd gesägt (subserrate) oder gesägt sind.

## Lebensweise
Einige Arten der Gattung Callosobruchus gelten als wirtschaftlich bedeutende Schädlinge. Die Käferlarven entwickeln sich in den Samen von Hülsenfrüchtlern aus der Tribus Phaseoleae und umfassen zahlreiche Bohnenarten, darunter Gartenbohne, Augenbohne, Mungbohne, Adzukibohne und Reisbohne. Die Weibchen legen ihre Eier an den Samen ab. Die geschlüpften Larven bohren sich in den Samen und verbringen ihre vollständige Entwicklung und Verpuppung innerhalb des Samens. Die Käferarten sind polyvoltin und pflanzen sich das ganze Jahr über fort. C. maculatus ist besonders an das Leben in getrockneten Bohnen und Samen angepasst und kann sich, ohne Nahrung aufzunehmen, fortpflanzen.

## Verbreitung
Die meisten Arten stammen aus Asien. Die Arten der Gattung sind hauptsächlich in den Tropen und Subtropen verbreitet. Mehrere Arten wurden über den internationalen Handel mit Hülsenfrüchten weltweit verschleppt und sind heute kosmopolitisch verbreitet. Eine Art, C. chinensis, kann im Süden Deutschlands vorkommen. Andere importierte Arten haben sich offenbar nicht eingebürgert. In der Nearktis gab es ursprünglich keine Art. Nun sind es 3 Stück: C. chinensis, C. maculatus und C. phaseoli.

## Systematik
Die Gattung umfasst folgende Arten:
- Callosobruchus aethiopicus Decelle, 1971 – Gambia
- Callosobruchus analis (Fabricius, 1781) – kosmopolitisch
- Callosobruchus antennifer Singal & Pajni, 1990
- Callosobruchus bicalcaratus Decelle, 1975 – Sri Lanka
- Callosobruchus dolichosi (Gyllenhal, 1839) – Thailand
- Callosobruchus chinensis (Linnaeus, 1758) – kosmopolitisch
- Callosobruchus emeritus Anton, 2000 – NW-Australien
- Callosobruchus imitator Kingsolver, 1999 – Thailand
- Callosobruchus indica Pajni & Ghosh, 1976 – Thailand
- Callosobruchus latealbus (Pic, 1926) – China
- Callosobruchus latitarsis Decelle, 1969 – DR Kongo
- Callosobruchus maculatus (Fabricius, 1775) – kosmopolitisch
- Callosobruchus nigripennis (Allard, 1895) – Sri Lanka, Thailand
- Callosobruchus omanicus Anton, 1994 – Oman
- Callosobruchus phaseoli (Gyllenhal, 1833) – kosmopolitisch
- Callosobruchus pulcher Pic, 1922 – Südasien, Hawaii
- Callosobruchus rhodesianus (Pic, 1902) – Senegal, Simbabwe
- Callosobruchus subinnotatus (Pic, 1914) – Ghana
- Callosobruchus theobromae (Linnaeus, 1767) – Thailand
- Callosobruchus utidai Tuda, 2003 – Nepal, Thailand